# Ладьевидная кость (предплюсна)
Ладьевидная кость (лат. os naviculare также лат. os naviculare pedis) — уплощённая спереди и сзади, располагается в области внутреннего края стопы.
На задней поверхности кости находится вогнутая суставная поверхность, посредством которой она сочленяется с суставной поверхностью головки таранной кости. Передняя поверхность кости несёт суставную клиновидную поверхность для соединения с тремя клиновидными костями.
Верхняя поверхность кости выпуклая. Небольшие гребешки на кости являются границами, определяющими места сочленения ладьевидной кости с клиновидными костями.
На латеральной поверхности кости имеется небольшая суставная поверхность — место сочленения с кубовидной костью.
Нижняя поверхность ладьевидной кости вогнута. В медиальном её отделе располагается бугристость ладьевидной кости, которая хорошо прощупывается через кожные покровы.

## Изображения

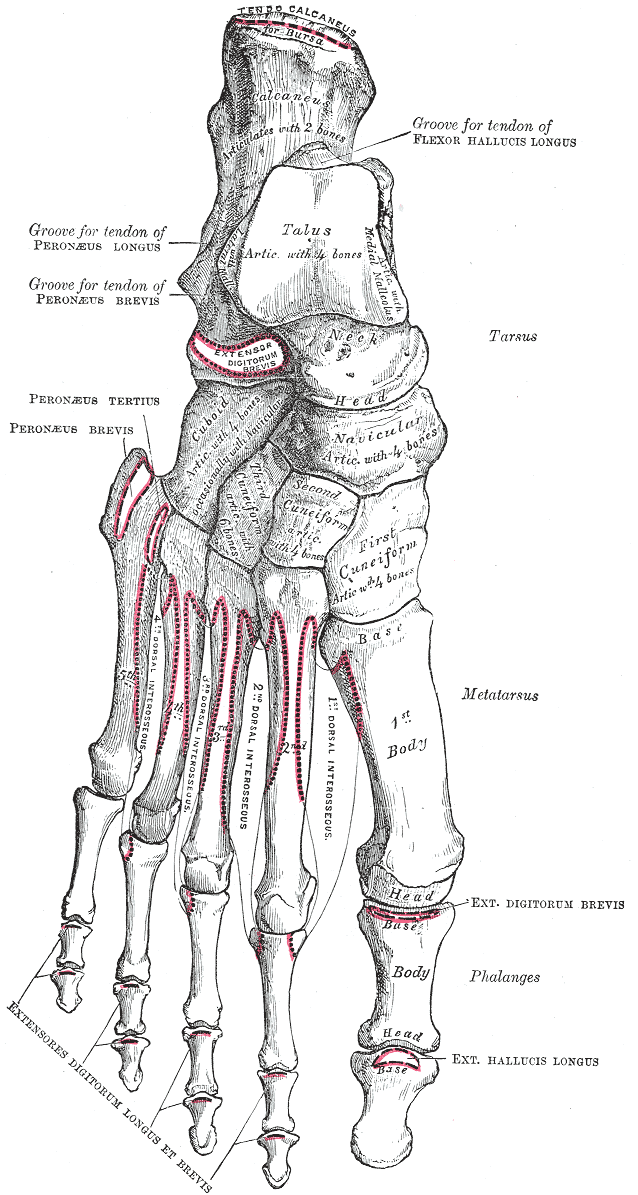
Дорзальная поверхность
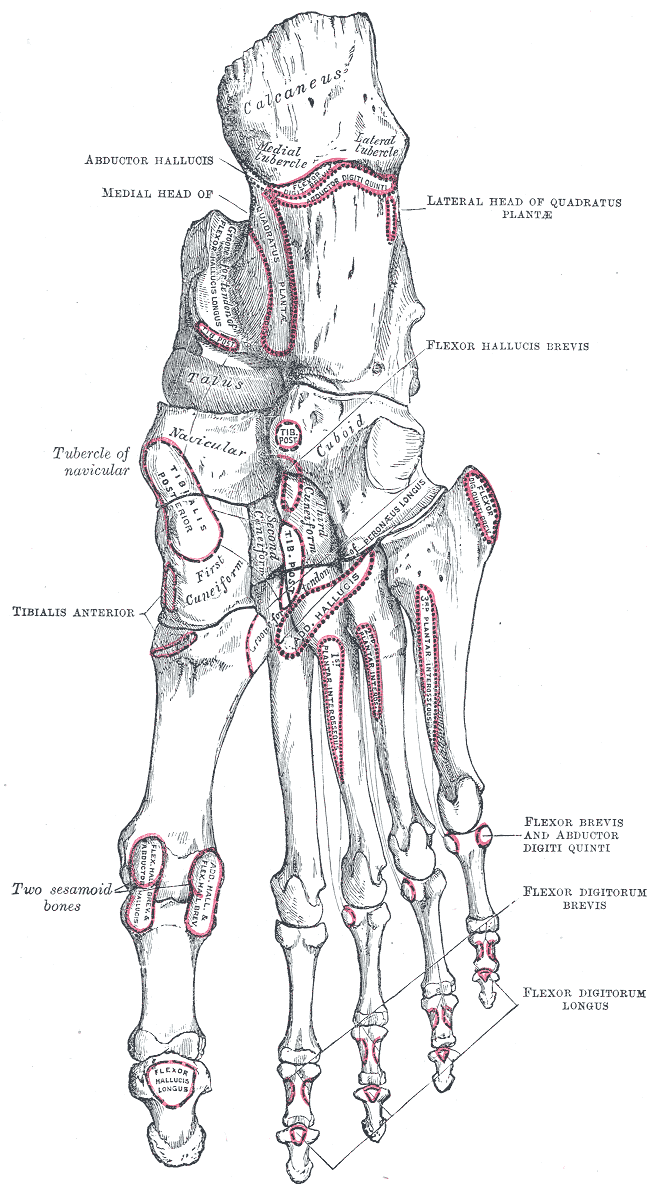
Подошвенная поверхность
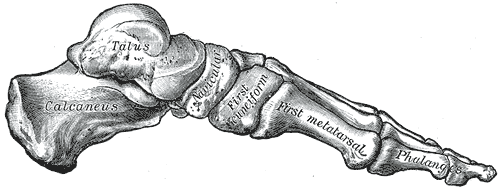
Медиальная поверхность
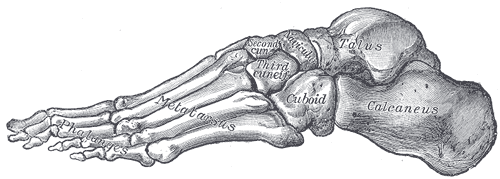
Латеральная поверхность
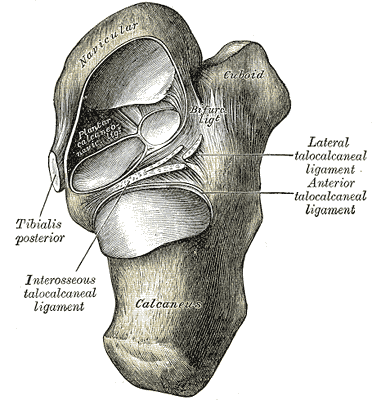
Таранно-пяточный и таранно-пяточно-ладьевидный суставы (вид сверху, таранная кость удалена)
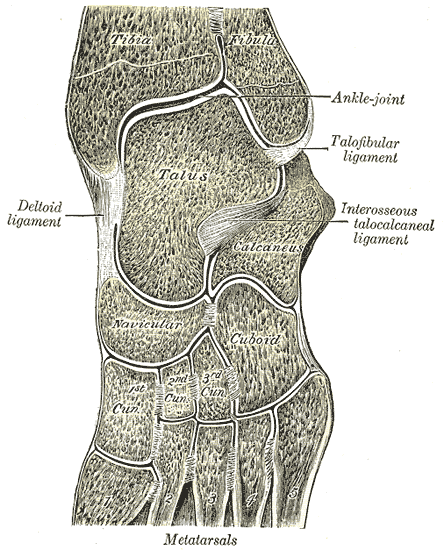
Косой срез левых суставов Шопара и Лисфранка с изображением суставных полостей.